# اینترنشنال فالز (مینه‌سوتا)
اینترنشنال فالز  (به انگلیسی: International Falls) شهری در شهرستان کوچیچینگ ایالت مینه‌سوتا در کشور ایالات متحده آمریکا است که جمعیت آن در سرشماری سال ۲۰۱۰ میلادی، ۶۴۲۴ نفر بوده‌است.